# Инкерман II
Инкерман II (Инкерман-Второй, укр. Iнкерман Другий) — железнодорожная станция в Крыму. Открыта в 1953 году, названа по расположению вблизи станции Инкерман I.

## Грузовые перевозки
Пассажирское сообщение по станции отсутствует, производятся комплексные инженерные изыскания на объекте «Организация движения «городской электрички» в г. Севастополе с использованием рельсовых автобусов РА-3 в тактовом движении и организацией новых остановочных пунктов на маршрутах Севастополь - пассажирский - Камышовая Бухта, Севастополь - пассажирский - Золотая Балка».
Станция обслуживает 14 подъездных путей. На станции заканчивается контактная сеть, подходящая со стороны станции Инкерман I. Через станцию проходит 27-километровая ветка к Камышовой бухте, по которой вывозятся грузы, прибывшие в порт «Камышовая бухта». Сейчас грузопоток здесь минимальный.